# Comarca de Patos
A Comarca de Patos é uma comarca de segunda entrância.
Faz parte da 6ª Região localizada no município de Patos, no estado da Paraíba, Brasil, há 285 quilômetros da capital.
Além de Patos, fazem parte dela os municípios de Areia de Baraúnas, Cacimba de Areia, Passagem, Quixabá, Salgadinho, Santa Terezinha, São José de Espinharas e São José do Bonfim.
No ano de 2016, o número de eleitores inscritos na referida comarca foi de 57 782.